# Aethomys hindei
Aethomys hindei is een knaagdier uit het geslacht Aethomys dat voorkomt van Noord-Kameroen tot Zuidwest-Ethiopië en Tanzania. Deze soort behoort tot een groep van grote Aethomys-soorten met korte staarten die ook A. kaiseri, A. stannarius en A. thomasi omvat. Morfometrische gegevens wijzen uit dat deze soort waarschijnlijk uit drie verschillende soorten bestaat: hindei uit Kenia, alghazal uit Noord-Kameroen, de Centraal-Afrikaanse Republiek, Noordoost-Congo-Kinshasa en Noord-Oeganda, en medicatus uit Zuid-Tsjaad, de Centraal-Afrikaanse Republiek, Midden-Oeganda en Zuidwest-Kenia.